# Claude Carra de Saint-Cyr
Claude Carra de Saint-Cyr, (1760 – 1834), conte al Imperiului, a fost un general francez de infanterie. 